# Connect:Direct
 (octobre 2020).
Connect:Direct est un logiciel informatique de transfert de fichier. Il a été initialement développé pour les ordinateurs centraux, puis adapté à d'autres plateformes au fur et à mesure des versions.
Initialement appelé Network Data Mover (ou NDM), il a été renommé Connect:Direct en 1993, à la suite de l'acquisition de la société Systems Center, Inc. par Sterling Software.
En 1996, Sterling Software procéda à une scission conduisant à la création d'une nouvelle entité appelée Sterling Commerce, constituée par le Communications Software Group (le domaine d'activité stratégique chargé des opérations marketing du produit Connect:Direct et des autres solutions applicatives Sterling Software avant 1993) et Sterling EDI Network.
En 2000, la société SBC Communications acquis Sterling Commerce qu'elle conservera jusqu'en 2010. Cette même année, IBM conclut l'acquisition de Sterling Commerce.

## Technologie
Traditionnellement, NDM utilisait l'architecture IBM Systems Network Architecture (ou SNA) via des lignes dédiées entre les parties impliquées dans le transfert de données. Le support de TCP/IP fut ajouté au début des années 1990.
Le principal avantage de NDM par rapport au protocole FTP était qu'il offrait une véritable fiabilité dans les échanges de données.
NDM est utilisé dans l’industrie des services financiers, par les agences gouvernementales et autres organisations importantes qui possèdent plusieurs infrastructures centralisées ainsi que des stations de travail sous Linux ou Windows.
Pour ce qui est de la rapidité des échanges, NDM opère généralement plus rapidement que FTP, utilisant plus efficacement les capacités de transfert supportées par la liaison.
Si les capacités de traitement le permettent, NDM supporte plusieurs méthodes de compression qui peuvent significativement améliorer la quantité d'informations échangées. Cependant, l'utilisation de ces fonctionnalités nécessite certaines précautions du fait de la consommation importante des ressources de calcul et des impacts potentiels sur les autres traitements en cours.
NDM seul n'est pas une solution de transfert de données sécurisée. Pour cela, Sterling Commerce propose un produit additionnel apportant cette fonctionnalité: Connect:Direct Secure+. Le chiffrement peut ainsi être effectué via Transport Layer Security (SSL/TLS) ou Station-to-Station protocol (STS).
Les transferts de fichiers peuvent être effectués selon deux formats: Binaire (où il n'y a aucun transcodage) ou dans un mode où il est possible d'effectuer un transcodage pour convertir le contenu des fichiers au format ASCII ou EBCDIC. 
NDM entre dans la catégorie des outils de transfert de fichier managé, qui sont utilisés par les entreprises et gouvernements pour le transfert de données critiques.